# タンビン県

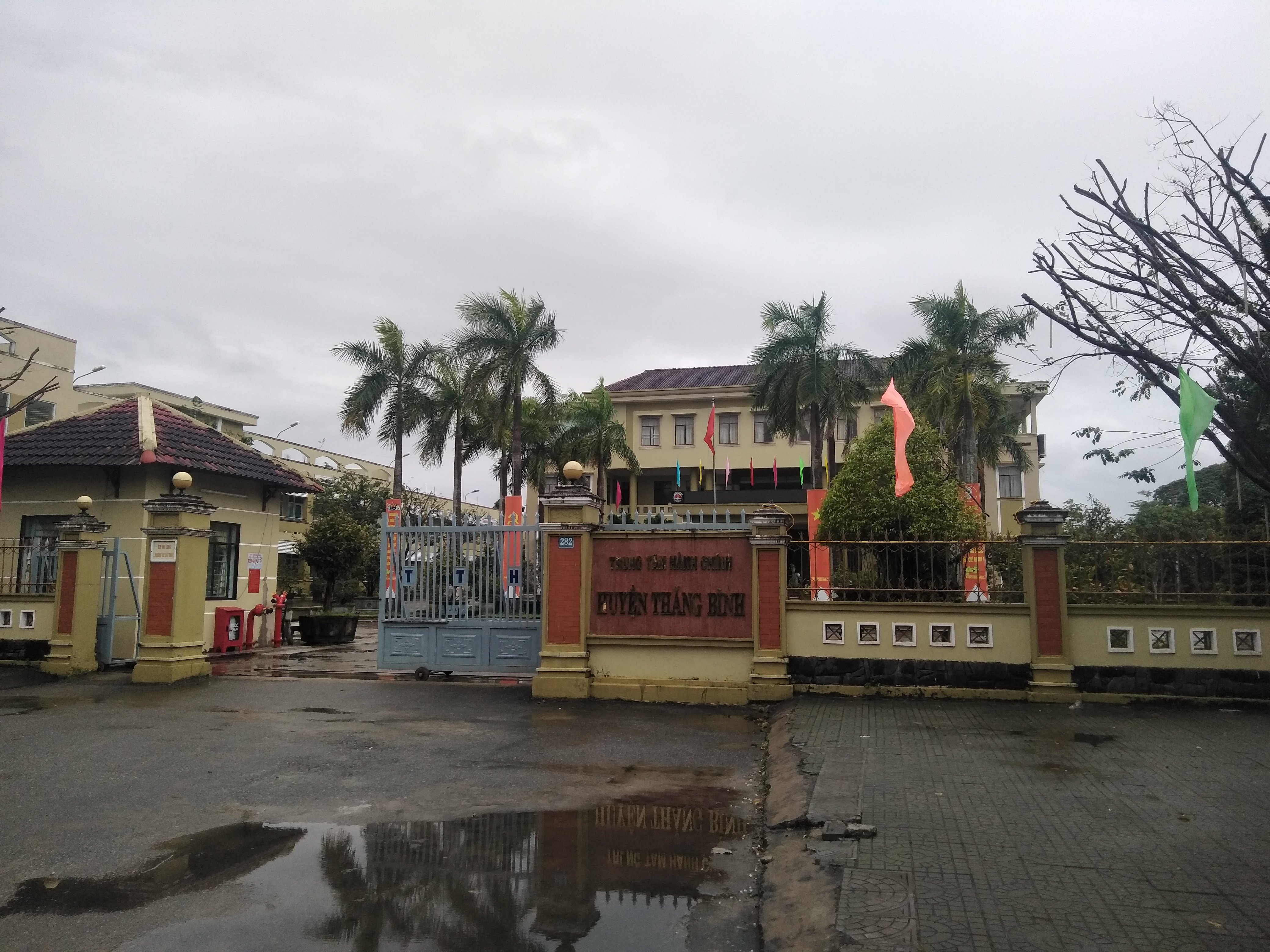
行政センター

タンビン県（タンビンけん、ベトナム語：Huyện Thăng Bình / 縣升平?）は、ベトナム社会主義共和国クアンナム省の県。面積は384.75km²、人口は192,300人（2018年）である。

## 行政区画
1市鎮21社から構成される。